# Suctobelbella ornatissima
Suctobelbella ornatissima är en kvalsterart som först beskrevs av Hammer 1958.  Suctobelbella ornatissima ingår i släktet Suctobelbella och familjen Suctobelbidae. Inga underarter finns listade i Catalogue of Life.